# والابی صخره
والابی صخره نام رایج اعضای سرده صخره‌راسوها (نام علمی: Petrogale) است. نام سرده صخره‌راسوها برآمده از دو بخش –Petro به معنای صخره و سنگ و gale– به معنای راسو هر دو در زبان یونانی است. با این حال این پستانداران کیسه‌دار رابطه‌ای با راسو ندارند.

## رده‌بندی
سرده صخره‌راسوها دارای ۱۶ گونه است که در ۳ گروه-گونه طبقه‌بندی شده‌اند:
- سرده صخره‌راسوها
  - گروه گونه‌های P. brachyotis
    - والابی صخره کوتاه‌گوش، Petrogale brachyotis
    - مونجون، Petrogale burbidgei
    - والابی صخره کوتوله، Petrogale concinna

  - گروه گونه‌های P. xanthopus
    - والابی صخره پراسپرین، Petrogale persephone
    - والابی صخره روتشیلد، Petrogale rothschildi
    - والابی صخره پا-زرد، Petrogale xanthopus

  - گروه گونه‌های P. lateralis/penicillata
    - والابی صخره پالم آیلند، Petrogale assimilis
    - والابی صخره دماغه یورک، Petrogale coenensis
    - والابی صخره گادمن، Petrogale godmani
    - والابی صخره هربرت، Petrogale herberti
    - والابی صخره بی‌پیرایه، Petrogale inornata
    - والابی صخره پهلوسیاه، Petrogale lateralis
    - والابی صخره ماریبا، Petrogale mareeba
    - والابی صخره دم‌قلمویی، Petrogale penicillata
    - والابی صخره گردن‌بنفش، Petrogale purpureicollis
    - والابی صخره مونت کلارو، Petrogale sharmani